# El Vedado
El Vedado è un quartiere della città di L'Avana, distretto del municipio di Plaza de la Revolución.
Il quartiere vide l'inizio della sua costruzione nel tardo XIX secolo ed è delimitato a est dal Centro Habana, a ovest dal quartiere di Playa, a nord dalla diga marittima conosciuta come El Malecón, un luogo famoso e popolare in città.
Prima della rivoluzione del 1959 El Vedado era una zona malfamata mentre oggi è un quartiere trendy dei club e della vita notturna e il centro economico e finanziario della città, con diversi musei e gallerie polifunzionali, tra cui la Fabrica de Arte Cubano, considerata il tempio dell’arte contemporanea.
Le strade e gli edifici di El Vedado ricordano particolarmente le grandi città statunitensi come New York o Miami per il loro stile architettonico nordamericano e distaccato dalla tradizione coloniale tipica dell'Avana. Essendo il quartiere un nucleo commerciale, residenziale e culturale, ospita alcuni grattacieli, grandi palazzi tra cui case signorili in stile eclettico risalenti ai primi anni del XX secolo, edifici art déco e molteplici alberghi di lusso. L'Hotel Nacional de Cuba è stato inoltre dichiarato Monumento Nazionale per la sua eleganza e la sua storia. Tra le costruzioni più singolari vi è l'Edificio FOCSA, situato in una zona residenziale, circondato da case di piccole dimensioni. Questo edificio è considerato una delle sette meraviglie dell’ingegneria civile cubana e fu il primo stabilimento alto del paese ad essere realizzato. Al suo interno è situato un centro commerciale e alcuni ristoranti.
Ospita nella sua caotica Avenida 23, la storica gelateria e caffetteria Fresa Y Chocolate da cui trae il titolo l'omonimo film Fragola e cioccolato.
Tra i siti di maggior interesse vi sono la Gran Sinagoga Bet Shalom e il Centro Hebreo Sefaradi de Cuba; molti hotel sono situati nel Vedado, come il Melia Cohiba Hotel e l'Hotel Riviera. Noto è anche il Parque John Lennon, all'interno del quale sorge una statua del famoso artista.

## Storia e curiosità
L’origine del quartiere risale alla fine del XVI secolo, epoca in cui il consiglio comunale dell'Avana decise di proibire la costruzione di strade secondarie per porre fine ai costanti saccheggi. Per questo motivo, questa zona della città venne “vietata”, ed è proprio da qui che prese il nome di Vedado (infatti la traduzione del termine spagnolo "vedado" in italiano è “vietato”). 
Soltanto agli inizi del XX secolo questo quartiere divenne sempre più importante, quando molte famiglie benestanti provenienti dall’Avana Vecchia (Habana Vieja) decisero di trasferirsi nel quartiere di Vedado, attratti soprattutto dalla sua vicinanza al mare.